# Joseph B. Keenan
Joseph Berry Keenan (11 gennaio 1888 – 8 dicembre 1954) è stato un avvocato statunitense, noto soprattutto per aver ricoperto il ruolo di Procuratore capo del Tribunale militare internazionale per l'Estremo Oriente.
In precedenza ricoprì il ruolo di Procuratore generale aggiunto nell'amministrazione del presidente Franklin D. Roosevelt.